# Independent Games Festival

Logo festivalu

Independent Games Festival (IGF) neboli Festival nezávislých her je každoroční festival nezávislých počítačových her. Festival se koná v rámci Game Developers Conference (Konference herních vývojářů) v Moscone Center v San Francisku a jde o největší každoroční setkání nezávislého herního průmyslu. Byl založen v roce 1998, coby prostor pro nezávislou herní komunitu, pro sdílení zkušeností, názorů a novinek z oboru.
Během festivalu jsou zároveň udělovány ceny v několika kategoriích, pro nejlepší herní počiny uplynulého roku, a jelikož se jedná ve svém oboru o nejstarší a zároveň nejprestižnější ocenění, bývají tyto ceny označovány jako Herní Oskary.[kým?]

## Kategorie cen
Během slavnostního večera se udělují ceny v těchto kategoriích:
- Nejlepší hra roku (Seumas McNally Grand Prize)
- Nejinovativnější hra (Nuovo Award)
- Nejlepší výtvarné ztvárnění (Excellence In Visual Art)
- Nejlepší hudba a zvuk (Excellence In Audio)
- Nejlepší herní design (Excellence in Design)
- Nejlepší technické zpracování (Technical Excellence)
- Nejlepší mobilní hra (Best Mobile Game)
- Nejlepší hra pro webový prohlížeč (Best Web Browser Game, 2006-2008)
- Cena publika (Audience Award)
- Nejlepší ovládání (Excellent in Narrative, od roku 2013)
- Nejlepší studentské hry (Student Showcase, může být více vítězů)
- Nejlepší studentská hra (Best Student Game)

## Oceněné hry

### Nejlepší hra roku
- 2023: Betrayal at Club Low
- 2022: Inscryption
- 2021: Umurangi Generation
- 2020: A Short Hike
- 2019: Return of the Obra Dinn
- 2018: Night in the Woods
- 2017: Quadrilateral Cowboy
- 2016: Her Story
- 2015: Outer Wilds
- 2014: Papers, Please
- 2013: Cart Life
- 2012: Fez
- 2011: Minecraft
- 2010: Monaco
- 2009: Blueberry Garden
- 2008: Crayon Physics Deluxe
- 2007: Aquaria
- 2006: Darwinia
- 2005: (otevřené výsledky) Gish, Wik and the Fable of Souls
- 2004: (otevřené výsledky) Savage: The Battle for Newerth, Oasis
- 2003: Wild Earth
- 2002: Bad Milk
- 2001: Shattered Galaxy
- 2000: Tread Marks
- 1999: Fire And Darkness

#### Nejinovativnější hra
- 2023: Betrayal at Club Low
- 2022: Memory Card
- 2021: Blaseball
- 2020: The Space Between
- 2019: Black Room
- 2018: Getting Over It with Bennett Foddy
- 2017: Oiκοςpiel, Book I
- 2016: Cibele
- 2015: Tetrageddon Games
- 2014: Luxuria Superbia
- 2013: Cart Life
- 2012: Storyteller
- 2011: Nidhogg
- 2010: Tuning
- 2009: Between

#### Nejlepší výtvarné ztvárnění
- 2023: RPG Time: The Legend of Wright
- 2022: Papetura
- 2021: Genesis Noir
- 2020: Knights and Bikes
- 2019: Mirror Drop
- 2018: Chuchel
- 2017: Hyper Light Drifter
- 2016: Oxenfree
- 2015: Metamorphabet
- 2014: Gorogoa
- 2013: Kentucky Route Zero
- 2012: Dear Esther
- 2011: BIT.TRIP RUNNER
- 2010: Limbo
- 2009: Machinarium
- 2008: Fez
- 2007: Castle Crashers
- 2006: Darwinia
- 2005: (otevřené výsledky) Alien Homini, Wik and the Fable of Souls
- 2004: (otevřené výsledky) Spartan, Dr. Blob's Organism
- 2003: Wild Earth
- 2002: Banja Taiyo
- 2001: Hardwood Spades
- 2000: King of Dragon Pass
- 1999: Crime Cities

#### Nejlepší hudba a zvuk
- 2023: The Forest Quartet
- 2022: Inscryption
- 2021: Genesis Noir
- 2020: Mutazione
- 2019: Paratopic
- 2018: Uurnog Uurnlimited
- 2017: GoNNER
- 2016: Mini Metro
- 2015: Ephemerid: A Musical Adventure
- 2014: DEVICE 6
- 2013: 140
- 2012: Botanicula
- 2011: Amnesia: The Dark Descent
- 2010: Closure
- 2009: BrainPipe
- 2008: Audiosurf
- 2007: Everyday Shooter
- 2006: Weird Worlds: Return to Infinite Space
- 2005: (otevřené výsledky) Steer Madness, Global Defense Network
- 2004: (otevřené výsledky) Anito: Defend, Land Enraged, Dr. Blob's Organism
- 2003: Terraformers
- 2002: Bad Milk
- 2001: Chase Ace 2
- 2000: Blix
- 1999: Terminus

#### Nejlepší herní design
- 2023: The Case of the Golden Idol
- 2022: Inscryption
- 2021: Teardown
- 2020: Patrick's Parabox
- 2019: Opus Magnum
- 2018: Baba is You
- 2017: Quadrilateral Cowboy
- 2016: Keep Talking and Nobody Explodes
- 2015: Outer Wilds
- 2014: Papers, Please
- 2013: FTL: Faster Than Light
- 2012: Spelunky
- 2011: Desktop Dungeons
- 2010: Monaco
- 2009: Musaic Box
- 2008: World of Goo
- 2007: Everyday Shooter
- 2006: Braid
- 2005: (otevřené výsledky) Gish, Wik and the Fable of Souls
- 2004: (otevřené výsledky) Bontãgo, Oasis
- 2003: Wild Earth
- 2002: Insaniquarium
- 2001: Shattered Galaxy
- 2000: Tread Marks
- 1999: Resurrection

#### Nejlepší technické zpracování (ukončená kategorie)
- 2013: Little Inferno
- 2012: Antichamber
- 2011: Amnesia: The Dark Descent
- 2010: Limbo
- 2009: Cortex Command
- 2008: World of Goo
- 2007: Bang! Howdy
- 2006: Darwinia
- 2005: (otevřené výsledky) Alien Hominid, RocketBowl
- 2004: (otevřené výsledky) Savage: The Battle for Newerth, Yohoho! Puzzle Pirates
- 2003: Reiner Knizia's Samurai
- 2002: Ace Of Angels
- 2001: Shattered Galaxy
- 2000: Tread Marks
- 1999: Terminus

#### Nejlepší mobilní hra (ukončená kategorie)
- 2012: Beat Sneak Bandit
- 2011: Hellsing's Fire

#### Nejlepší hra pro webový prohlížeč (ukončená kategorie)
- 2008: Iron Dukes
- 2007: Samorost 2
- 2006: Dad 'N Me

#### Cena publika
- 2023: Potionomics
- 2022: Mini Motorways
- 2020: A Short Hike
- 2019: Ethereal
- 2018: Celeste
- 2017: Hyper Light Drifter
- 2016: Undertale
- 2015: This War of Mine
- 2014: The Stanley Parable
- 2013: FTL: Faster Than Light
- 2012: Frozen Synapse
- 2011: Minecraft
- 2010: Heroes of Newerth
- 2009: Cortex Command
- 2008: Audiosurf
- 2007: Castle Crashers
- 2006: Dofus
- 2005: (otevřené výsledky) Alien Hominid, N
- 2004: (otevřené výsledky) Savage: The Battle for Newerth, Yohoho! Puzzle Pirates
- 2003: Pontifex II
- 2002: Kung Fu Chess
- 2001: Shattered Galaxy
- 2000: Far Gate
- 1999: Fire And Darkness

#### Nejlepší studentské hry
- 2023: Slider
- 2022: Live Adventure
- 2021: Vessels
- 2020: Bore Dome
- 2019: After Hours
- 2018: Baba Is You
- 2017: Un pas fragile
- 2016: Beglitched
- 2015: Close Your
- 2014: Risk of Rain
- 2013: Zineth
- 2012: Way
- 2011: Fract, Octodad
- 2010: Continuity, Dreamside Maroon, Gear, Igneous
- 2009: Tag: The Power of Paint
- 2008: Synaesthete
- 2007: Toblo
- 2006: Ballistic, Cloud, Colormental, Narbacular Drop, Ocular Ink, Orblitz, Palette, Sea of Chaos, Goliath, NERO
- 2005: Dyadin, Intergalactic Shopping Maniacs, Mutton Mayhem, Rock Station, Scavenger Hunt, Soccer Ref, Squirrel Squabble, Stars and Stripes, Team Robot, War, Siege & Conquest: Battle for Gaia
- 2004: Dark Archon 2, Fatal Traction, Growbot, Hexvex, Hyperbol, Ice Wars, Kube Kombat, Scrapped, Treefort Wars, Xazzon